# Tignous

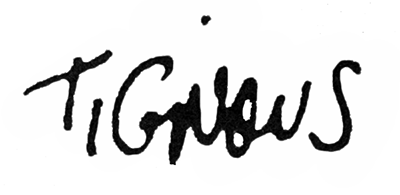
Firma di Tignous

Tignous, pseudonimo di Bernard Jean-Charles Verlhac (Parigi, 21 agosto 1957 – Parigi, 7 gennaio 2015), è stato un fumettista francese.

## Biografia
Vignettista e illustratore, ha iniziato a collaborare con la stampa nel 1980. A metà degli anni '80 ha collaborato al mensile di giochi di ruolo Casus Belli e ha illustrato il gioco da tavolo Ta-Pum!, giochi di ruolo tra cui Rêve de Dragon e MEGA. È stato collaboratore del giornale satirico francese Charlie Hebdo, dei settimanali Marianne e L'Express, oltre che del mensile franco-belga Fluide Glacial. Nel 1993 ha ricevuto il Premio Internazionale di Satira Politica a Forte dei Marmi.
Alla fine del 2007, il giornalista politico e giudiziario Dominique Paganelli e il fumettista Tignous hanno seguito il primo processo a Yvan Colonna, per il quotidiano Charlie Hebdo. Assieme disegnano, l'anno successivo, il fumetto Le Procès Colonna. Il libro ha vinto il premio France Info per il fumetto di attualità e reportage nel 2009.
È stato ucciso il 7 gennaio 2015, durante l'attentato alla sede di Charlie Hebdo. Ai suoi funerali, avvenuti il 15 gennaio 2015, è stata cantata in italiano Bella ciao, canzone simbolo della Resistenza italiana al nazifascismo. Sposato con Chloè, era padre di quattro figli: Marie, Jeanne, Sarah-Lou e Solal.

## Opere
- 1991: On s'énerve pour un rien
- 1999: Tas de riches
- 2006: Le Sport dans le sang
- 2008: C'est la faute à la société
- 2008: Le Procès Colonna
- 2010: Pandas dans la brume
- 2010: Le Fric c'est capital
- 2011: 5 ans sous Sarkozy